# Iola (Texas)
Iola es una ciudad ubicada en el condado de Grimes en el estado estadounidense de Texas. En el Censo de 2010 tenía una población de 401 habitantes y una densidad poblacional de 149,59 personas por km².

## Geografía
Iola se encuentra ubicada en las coordenadas 30°46′22″N 96°4′40″O / 30.77278, -96.07778. Según la Oficina del Censo de los Estados Unidos, Iola tiene una superficie total de 2.68 km², de la cual 2.67 km² corresponden a tierra firme y (0.39%) 0.01 km² es agua.

## Demografía
Según el censo de 2010, había 401 personas residiendo en Iola. La densidad de población era de 149,59 hab./km². De los 401 habitantes, Iola estaba compuesto por el 89.28% blancos, el 1% eran afroamericanos, el 0.5% eran amerindios, el 0% eran asiáticos, el 0% eran isleños del Pacífico, el 4.99% eran de otras razas y el 4.24% pertenecían a dos o más razas. Del total de la población el 14.96% eran hispanos o latinos de cualquier raza.